# Ashton (Iowa)
Pour les articles homonymes, voir Ashton.
Ashton est une ville du comté d'Osceola, en Iowa, aux États-Unis. Elle est fondée en 1882 et incorporée le 28 mars 1885.

## Source de la traduction
- (en) Cet article est partiellement ou en totalité issu de l’article de Wikipédia en anglais intitulé « Ashton, Iowa » (voir la liste des auteurs).